# Terrestrial Trunked Radio
Terrestrial Trunked Radio (TETRA), ursprünglich Trans European Trunked Radio mit derselben Abkürzung ist ein Standard für digitalen Bündelfunk. Er ist als universelle Plattform für unterschiedliche Mobilfunkdienste genormt (ETSI, EN 300). Mit TETRA lassen sich Universalnetze aufbauen, über die der gesamte betriebliche Mobilfunk von Anwendern wie Behörden, Industrie- oder auch Nahverkehrsbetrieben abgewickelt werden kann.

## Geschichte
Behördenfunk wurde bis Ende der 1980er Jahre weltweit mit Analogfunk betrieben. Der Mitte der 1990er Jahre entwickelte TETRA-Standard wird in mehreren europäischen und außereuropäischen Ländern in Form landesweiter BOS-Netze oder in lokaler Abdeckung von verschiedenen Anwendern genutzt. TETRA stellte ursprünglich eine Initiative von Netzbetreibern als Antwort auf eine ernste Wettbewerbsbedrohung durch GSM gegen deren analoge Netze dar. Daneben besteht als zweiter Digitalfunkstandard Tetrapol von EADS, der ursprünglich für die französischen BOS entwickelt wurde und heute im gleichen Spektrum wie TETRA im Einsatz ist.

## Technik
TETRA ist als Zeitmultiplex-System (TDMA) mit vier Zeitschlitzen von jeweils 14,167 ms Länge pro Trägerfrequenz spezifiziert. Der Abstand zwischen den einzelnen Trägerfrequenzen beträgt, abhängig von der gewählten Modulationsart, 25, 50, 100 oder 150 kHz. TETRA nutzt, durch die Aufteilung jedes Kommunikationskanals in eine Uplink- und eine Downlink-Frequenz, das Frequenzmultiplexverfahren.
Die Frequenzökonomie wird wesentlich bestimmt durch
- die Brutto-Datenübertragungsrate des Übertragungskanals,
- den Frequenzwiederholabstand (Abstand zwischen zwei Basisstationen, die dieselbe Frequenz verwenden) und
- den Gleichkanal-Störabstand (Pegelunterschied zwischen zwei Signalen mit derselben Frequenz von zwei verschiedenen Basisstationen, bei dem störungsfreier Betrieb möglich ist).

Unter Berücksichtigung dieser Faktoren hat eine Untersuchung der CEPT dieselbe Kapazität und Frequenzökonomie für GSM und TETRA ergeben, da beide Systeme nahe am theoretischen Limit arbeiten, das durch die Energie pro Bit und den Störpegel bestimmt wird.
Die möglichen Modulationsarten der Trägerfrequenz sind π/4-DQPSK oder π/8-DQPSK bei Verwendung von Phasenmodulation, 4-QAM, 16-QAM oder 64-QAM bei Verwendung von Quadraturamplitudenmodulation. Abhängig von der Modulationsart und der Kanalbandbreite ergeben sich die folgenden Bruttobitraten pro Trägerfrequenz:
| Modulation | 25 kHz | 50 kHz | 100 kHz | 150 kHz |
| ---------- | ------ | ------ | ------- | ------- |
| π/4-DQPSK  | 36,0   |        |         |         |
| π/8-DQPSK  | 54,0   |        |         |         |
| 4-QAM      | 38,4   | 76,8   | 153,6   | 230,4   |
| 16-QAM     | 76,8   | 153,6  | 307,2   | 460,8   |
| 64-QAM     | 115,2  | 230,4  | 460,8   | 691,2   |

Ein Zeitschlitz einer phasenmodulierten Trägerfrequenz kann Nettobitraten von 2,4 kbit/s, 4,8 kbit/s und 7,2 kbit/s bei Verwendung von π/4-DQPSK und 10,8 kbit/s bei Verwendung von π/8-DQPSK zur Verfügung stellen. Sprache wird in einem Kanal mit 7,2 kbit/s übertragen.
Sprache wird entweder mit einem speziellen TETRA-CODEC oder einem AMR-Codec mit einer Bitrate von 4,75 kbit/s übertragen. Beim TETRA-Codec handelt es sich um einen speziell parametrierten ACELP-Codec, der AMR-Codec entspricht dem für GSM und UMTS spezifizierten Codec.
Der TETRA-Standard ermöglicht folgende Betriebsarten:

### TMO
Trunked Mode Operation (Netzmodus, Gegensprechen), bei dem zwei oder mehr Funkgeräte über die Infrastruktur kommunizieren. Die Reichweite ist dabei nicht an den Einsatzort gebunden, alle Teilnehmer können sich innerhalb des von der Infrastruktur aufgespannten Netzes, gegebenenfalls auch landesweit, bewegen.
Im TMO gibt es zwei Verkehrsarten:
- Gegensprechen (Duplex-Betrieb), zwei Teilnehmer sprechen miteinander wie im Telefonnetz. Diese beansprucht stark die Ressourcen des Funknetzes, da jeder Teilnehmer einen eigenen Zeitschlitz benötigt.
- Bedingtes Gegensprechen, alle Teilnehmer eines Funkkreises sprechen wie gewohnt untereinander. Eine Sprechgruppe belegt während einer Übertragung einen Zeitschlitz, vergleichbar einem analogen Funkkanal.

### DMO
Direct Mode Operation (Direktmodus bzw. Wechselsprechen), bei dem zwei oder mehr Funkgeräte ohne Verwendung einer Basisstation und unabhängig vom Netz miteinander kommunizieren können, vergleichbar dem Wechselsprechen im Einsatzstellenfunk nach herkömmlicher Bezeichnung.
Dies ist an zwei Punkten von Interesse:
- beim Aufbau des Netzes an Orten mit noch vorhandenem Funkloch.
- bei Inneneinsätzen in Gebäuden ohne Gebäudefunkanlage.

Es ist möglich, ein einzelnes Funkgerät als mobile Relaisstation (Repeater) für andere Geräte einzusetzen. So kann ein Gerät im Fahrzeug als Relais die Funkversorgung der Handfunkgeräte an einer Einsatzstelle sicherstellen, ähnlich der bisherigen Verwendung des FuG-9c mit RS-1-Schaltung.
Es ist weiterhin möglich, ein Endgerät als Gateway zu verwenden, so dass ein Fahrzeugfunkgerät an einer abgelegenen Einsatzstelle mit schlechter Funkversorgung eine Verbindung für örtliche Handfunkgeräte im DMO zum entfernten Funkturm in TMO herstellt. So kann der Einsatzleiter vor Ort noch die Leitstelle erreichen, vergleichbar einer großen Relaisstelle in RS-2-Schaltung.
Nachteil des DMO sind die relativ langen Aufbauzeiten eines Gespräches. Spontaner, schneller Funkverkehr, wie von der analogen Technik bekannt, ist mit DMO nur bedingt möglich, nachdem ein Gespräch aufgebaut wurde. Auch besteht keine Information darüber, ob die Gegenstelle erreicht wurde, wie es bei TMO der Fall ist. Das Gerät, das eine Kommunikation beginnt, muss zunächst überprüfen, ob der verwendete Kanal frei ist. Wenn dies der Fall ist, wird er belegt und eine Präambel gesendet, um andere Funkteilnehmer zu 'wecken'. Hierin werden unter anderem die Information der gewählten Sprechgruppe und die eigene Kennung übertragen. Schließlich erfolgt nach ein bis zwei Sekunden der Freigabeton bei dem Funkgerät, das das Gespräch begann. Jetzt kann der Nutzer einsprechen. Besteht eine Verbindung, kann schnell und abwechselnd gesprochen werden. Sobald die Nachlaufzeit (die Zeit nach der letzten Sendertastung eines Teilnehmers) abgelaufen ist, beginnt der gesamte Rufaufbau wieder von vorn. Diese Rufaufbauzeiten verlängern sich noch einmal bei Verwendung eines Gateways, da dieses zusätzliche Prüfungen und Signalisierungen in das Funknetz vornehmen muss.
Für Gegensprechen (Duplex-Betrieb) wird bei TETRA das „Time Division Duplex“-Verfahren eingesetzt. Dabei wird die Sprache zeitlich so komprimiert, dass eine kontinuierliche Zweiwegekommunikation über zwei versetzte Zeitschlitze auf derselben Frequenz möglich ist. Parallel dazu kommt auch der im trunking mode TMO übliche Frequenzmultiplex zum Tragen; ein TETRA-Endgerät sendet in der Regel auf der tieferen Frequenz und empfängt auf der höheren Frequenz des Kanalpaares. Die Notwendigkeit für einen Duplexer wird beim Endgerät jedoch durch den erwähnten zeitlichen Versatz der Zeitschlitze für Senden und Empfangen vermieden.
Der Digitalfunk zeichnet sich gegenüber dem Analogfunk dadurch aus, dass er verschlüsselt und dadurch relativ abhörsicher ausgelegt werden kann. Die hier erreichte Sicherheit gegen Abhören ist vom benutzten Verschlüsselungsverfahren und der Sicherheit der dabei verwendeten kryptografischen Schlüssel abhängig.
Das in einigen Komponenten redundante System verfügt, im Vergleich zu GSM, über eine verbesserte Ausfallsicherheit.

### Datenübertragung
Zur Datenübertragung im TETRA-Netz können ein bis vier Zeitschlitze zusammengefasst (multislot packet data) werden. Damit ist Datenübertragung bis zu 28,8 kbit/s möglich (Bruttodatenrate). In der Praxis werden Datenraten bis zu 10 kbit/s auf Anwendungsebene erreicht. Dieses ermöglicht den direkten Zugriff auf Anwendungen, wie zum Beispiel das Fahreignungsregister.
Die damit erreichten Bandbreiten sind heutzutage nicht mehr zeitgemäß; der bei Definition des Standards in den 1990er-Jahren beworbene schnelle Zugriff auf Bild- und Videodaten per TETRA hat sich durch die Entwicklung anderer mobiler Datenübertragungsverfahren wie EDGE, UMTS, WLAN und vor allem LTE und den mit diesen erreichbaren Übertragungsraten deutlich relativiert.
Die derzeit wohl aussichtsreichste Möglichkeit, diese Datenübertragungsrate zu erhöhen, ist der von der EADS entwickelte TETRA Enhanced Data Service (TEDS). Mit diesem System sind bis zu 300 kbit/s möglich, was etwa eine Verzehnfachung der Geschwindigkeit bedeutet. Damit könnten auch visuelle Informationen wie Karten, Digitalbilder oder Videosequenzen übertragen werden, was die Reaktionszeit von Polizei, Feuerwehr oder Rettungsdiensten beschleunigen soll. Aktuelle Entwicklungen gehen aber auch in die Richtung TETRA-Systeme mit LTE-Netzen zu koppeln.

### Aufbau des TETRA-Funknetzes
Das TETRA-Funknetz ist technologisch zellular, das heißt durch Vermittlung zwischen mehreren Zellen erfolgt eine Gesprächsweitergabe im gesamten Netz. Ein Zellwechsel während eines Funkrufes ist hier genauso möglich, wie im GSM-Netz (Hand-Over). Die tatsächliche Zulässigkeit der Zellnutzung wird auf Verbindungsnetz-Ebene geregelt, hier kommen u. a. auch die Leitstellen ins Spiel. Das TETRA-Netz verhält sich im Prinzip wie ein IT-Netz, mit Nutzungsberechtigungen und -ausschlüssen sowie Möglichkeiten zur Zusammenschaltung von Benutzergruppen und -funktionen. Die Luftschnittstelle, also das eigentliche Funknetz, liefert dann nur noch den Zugriff darauf.

### Adressierung der Endgeräte

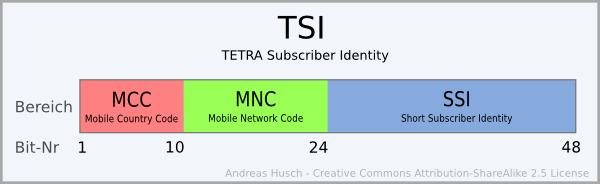
Aufbau der TETRA Subscriber Identity (TSI)

Jedes TETRA-Endgerät besitzt eine 48 Bit lange TETRA Subscriber Identity (TSI), ähnlich einer MAC-Adresse bei einer Netzwerkkarte. Damit die TSI weltweit eindeutig ist, ist diese in drei Bereiche eingeteilt (vgl. Abbildung):
- Mobile Country Code (MCC). Der Mobile Country Code besteht aus 10 Bits und kennzeichnet die Länder der Welt, z. B. Deutschland 262.
- Mobile Network Code (MNC). Der Mobile Network Code besteht aus 14 Bits und kennzeichnet Netze innerhalb eines Landes.
- Short Subscriber Identity (SSI). Die Short Subscriber Identity besteht aus 24 Bits und kennzeichnet Teilnehmer und Systembestandteile innerhalb eines Netzes. Es existieren dabei vier verschiedene Typen von SSIs:
  - Die ISSI (Individual Short Subscriber Identity) kennzeichnet ein Endgerät innerhalb eines Funknetzes eindeutig (z. B. Funkmeldeempfänger).
  - Die GSSI (Group Short Subscriber Identity) kennzeichnet eine Gesprächsgruppe innerhalb eines Funknetzes.
  - Die ASSI (Alias Short Subscriber Identity) wird für die Adressierung fremder Netzteilnehmer verwendet.
  - Die vierte Gruppe stellen die TETRA-Systemadressen dar.

### Sicherheit
Durch die TSI ist es möglich, jedes Endgerät zu identifizieren. Um sich in das TETRA-Netz einzuloggen, muss die TSI in diesem Netz gültig sein. Ist sie das nicht, hat der Teilnehmer keinen Zugriff auf das TETRA-Netz. Dieses ist vergleichbar mit einer Whitelist von MAC-Adressen in einem Router. Weiterhin verfügt TETRA über eine Dynamic-Access-Funktion, dem sogenannten Migration. Hierbei kann in der Netz-Verwaltung bestimmten MCC- und MNC-Kombinationen erlaubt werden, sich selbst im Teilnehmerregister anzulegen.
Je nach Anwender kommen verschiedene Verschlüsselungen zum Einsatz, wobei die Hardware immer gleich ist. Es kommen nur unterschiedliche Algorithmen im Gerät zum Einsatz.
Es gibt drei verschiedene Verschlüsselungsklassen im TETRA Encryption Algorithms (TEA):
- Class 1, unverschlüsselt
- Class 2, verschlüsselt mit statischen Schlüsseln (SCK-Static Cipher Keys)
- Class 3, verschlüsselt mit dynamischen Schlüsseln (DCK-Dynamic Cipher Keys)

Für Security-Class 2 und 3 können dann folgende Verschlüsselungsalgorithmen Anwendung finden:
- TEA-1, industrielle Verschlüsselung
- TEA-2, Behördenverschlüsselung für EU-Länder
- TEA-3, Behördenverschlüsselung für Drittländer
- TEA-4, industrielle Verschlüsselung für Drittländer

TEA-2 darf nur für Sicherheits- und militärische Aufgaben innerhalb von Schengen-Staaten eingesetzt werden, ein Export in Drittländer ist verboten.
Drei niederländische Forscher der IT-Sicherheitsfirma Midnight Blue fanden im Juli 2021 fünf Sicherheitslücken im TETRA-System. Eine dieser Lücken war als Hintertür implementiert, da die Schlüssellänge von TEA-1 von 80 auf 32 Bit verkürzt wurde. Der Schlüsselstrom bei TETRA ist zeitbasiert. Die kurze Schlüssellänge ermöglicht Man-in-the-Middle-Angriffe. Ein solcher ließ sich in unter 60 Sekunden durchführen. Ein Gerät hierfür wäre nach Meinung der Forscher für etwa 5000 US-$ zu bauen. Gerätehersteller bieten inzwischen Programmaktualisierungen und den Wechsel auf den neuen Algorithmensatz TEA-5 bis TEA-7 an.
Bereits im Jahr 2013 fiel auf, dass die NSA und ihr britisches Pendant GCHQ in Malaysia und Argentinien den TETRA-Funkverkehr abhörten.

### Frequenzverfügbarkeit
Die Frequenzverfügbarkeit ist in der ITU-Region 1 (Europa/Russland/Mongolei/Türkei/Arabische Halbinsel/Afrika) nicht einheitlich. Als Ergebnis der Friedensdividende nach der Auflösung des Warschauer Pakts konnten in NATO-Europa Teile des überwiegend militärisch genutzten NATO-harmonisierten UHF-Flugfunkbands OR (225 bis 399 MHz) reorganisiert und für diese spezielle BOS-Funkanwendung freigegeben werden. Andere EU-Staaten haben sich dieser Initiative weitgehend angeschlossen. Schwierigkeiten bestanden lediglich in Ländern, in denen die betreffenden Frequenzbereiche bereits kommerziell genutzt wurden oder wichtige Sicherheitsinteressen berührt wurden. Ungeachtet dessen wird hier langfristig eine europaweit harmonisierte Lösung angestrebt. Für grenzüberschreitende BOS-Nutzungen wurden Einzelfallregelungen mit den betreffenden Nachbar-Frequenzverwaltungen getroffen.

#### Beispiele Frequenzfreigabe BOS
- Österreich: 380–385 MHz (Uplink), 390–395 MHz (Downlink)[11]
- Deutschland: 380–386,5 MHz (Uplink), 390–396,5 MHz (Downlink TMO), 406–410 MHz (Downlink DMO)

Weitere europäische Frequenzbänder
- 410–420 MHz (Uplink), 420–430 MHz (Downlink)
- 450–460 MHz (Uplink), 460–470 MHz (Downlink)

#### Weitere Frequenzfreigaben
- Russland: Frequenzbereiche um 300 MHz
- Asien (ITU-Region 3): 800-MHz-Band

#### Frequenzplanung
Die Fähigkeit von TETRA-Endgeräten vom „Relais-Modus“ zum „Direktmodus“ umschalten zu können, muss durch entsprechende Frequenzplanung bzw. Kanalzuweisung im Netz berücksichtigt werden. Dies geschieht durch das Freihalten der Kanäle, die für DMO-Kommunikation vorgesehen sind. Da eine Vielzahl der Kanäle im grenznahen Bereich einer Frequenzkoordination mit Nachbarländern unterliegt, reduziert sich die Anzahl der in diesen Gebieten nutzbaren Kanäle.

### Normen und Standards
TETRA ist ein ETSI-Standard (ETSI: Europäisches Institut für Telekommunikationsnormen). Die erste Version des Standards wurde 1995 veröffentlicht.
Die ETSI versuchte mit der amerikanischen TIA einen Nachfolgestandard auf Breitbandbasis zu entwickeln. Das Projekt nannte sich MESA (Broadband Mobility for Emergency and Safety Applications). Das Projekt beendete man am 8. Juli 2010 wegen mangelnden Fortschritts.
Im Rahmen der Standardisierungsbestrebungen für LTE in der 3GPP wurden Funktionen unter dem Namen MCPTT (mission critical push to talk) eingeführt. Diese wurden als Nachfolgestandard für TETRA entworfen.

### Einsatz im privatwirtschaftlichen Bereich
TETRA ist im zivilen bzw. privatwirtschaftlichen Bereich bereits seit einiger Zeit im Einsatz: Gerade Industrie- und Verkehrsbetriebe haben den digitalen Bündelfunk als universelles innerbetriebliches Kommunikationsmedium, das die Funktionen eines Funkgerätes und Telefons in sich vereinigt, für sich in die nähere Anwendung genommen. In Deutschland sind vor allem Betriebe der Autoindustrie, Flughäfen sowie größere städtische Verkehrsbetriebe als Nutzer bekannt, letztere vor allem beim Aufbau funkgestützter Systeme (Automatic Vehicle Location Systems, AVLS), in Hamburg, beispielsweise seit vielen Jahren der Hafenbetreiber HHLA und Betriebe der privaten Krankenbeförderung. Auch betreiben einige Behörden des Bundes und der Länder erste eigene TETRA-Netze. Der Kölner Energieversorger Rheinenergie z. B. nahm bereits im Jahr 2004 den Digitalfunk in Betrieb. Dabei handelt es sich um ein Netz mit 20 Funkzellen. Auch das Ordnungsamt der Stadt Köln nutzt seit 2005 das Netz der RheinEnergie.
Die räumliche Ausdehnung kann sich auf ein Gebäude oder Gelände beschränken, erreicht teilweise aber auch ganze Ballungsräume mit ihrem Umland. Bereits im Jahr 2000 begann das Unternehmen Dolphin Telecom damit, ein bundesweites Netz nach TETRA-Standard aufzubauen, um dann interessierten Anwendern den digitalen Bündelfunk als Telekommunikationsdienstleistung zu verkaufen. Dies misslang, die Dolphin Telecom musste Ende 2005 Insolvenz anmelden.
Bei der Wuppertaler Schwebebahn wird TETRA zur Datenübertragung des Zugsicherungssystems ETCS eingesetzt.

### Einsatz im Amateurfunkdienst

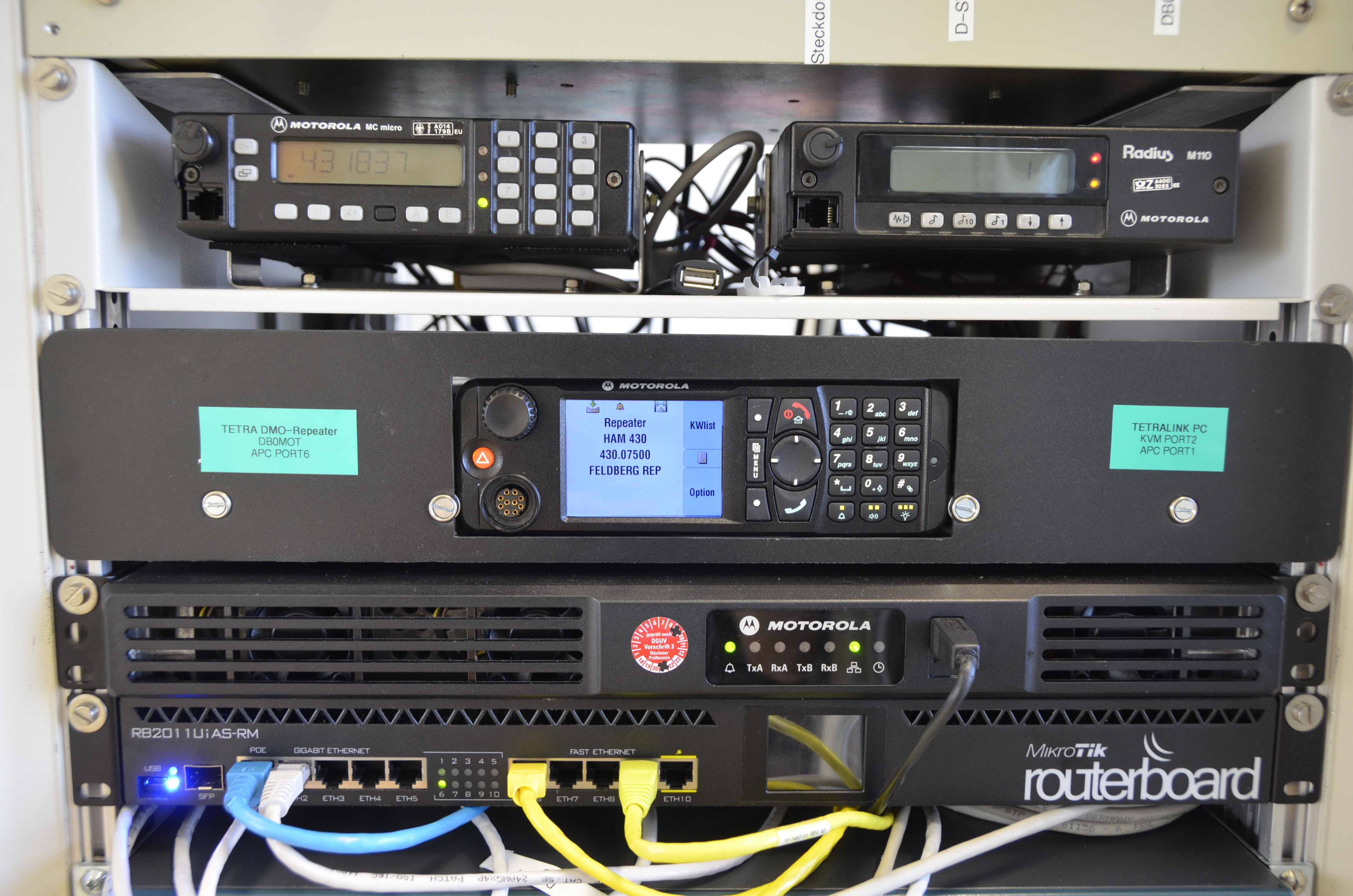
TETRA DMO Repeater auf dem Kleinen Feldberg

Auch im Amateurfunk wird TETRA benutzt. So werden handelsübliche TETRA-Geräte von Funkamateuren frequenzbereichserweitert und programmiert, um sie im Amateurband anzuwenden. Bisher sind in Österreich und Deutschland einige DMO-Repeater im 70-cm-Band aufgebaut und über einen Echolink-Konferenzserver verbunden. Auch TMO-Repeater sind im 70-cm-Band für den Amateurfunkdienst realisiert. Außerdem besteht unter Verwendung von IP-Telefonie und SIP-Technologie die Anbindung an andere internetbasierte digitale Betriebsverfahren wie DMR, D-STAR oder APCO P25 sowie an analoge FM-Relais über EchoLink, teilweise mittels HAMNET. Eine Positionsmeldung mit dem LIP-Protokoll an den DMO-Repeater ermöglicht bei Verwendung GPS-fähiger Geräte, eine Positionsbake an APRS-Server zu übermitteln.

## Endgeräte-Anbieter

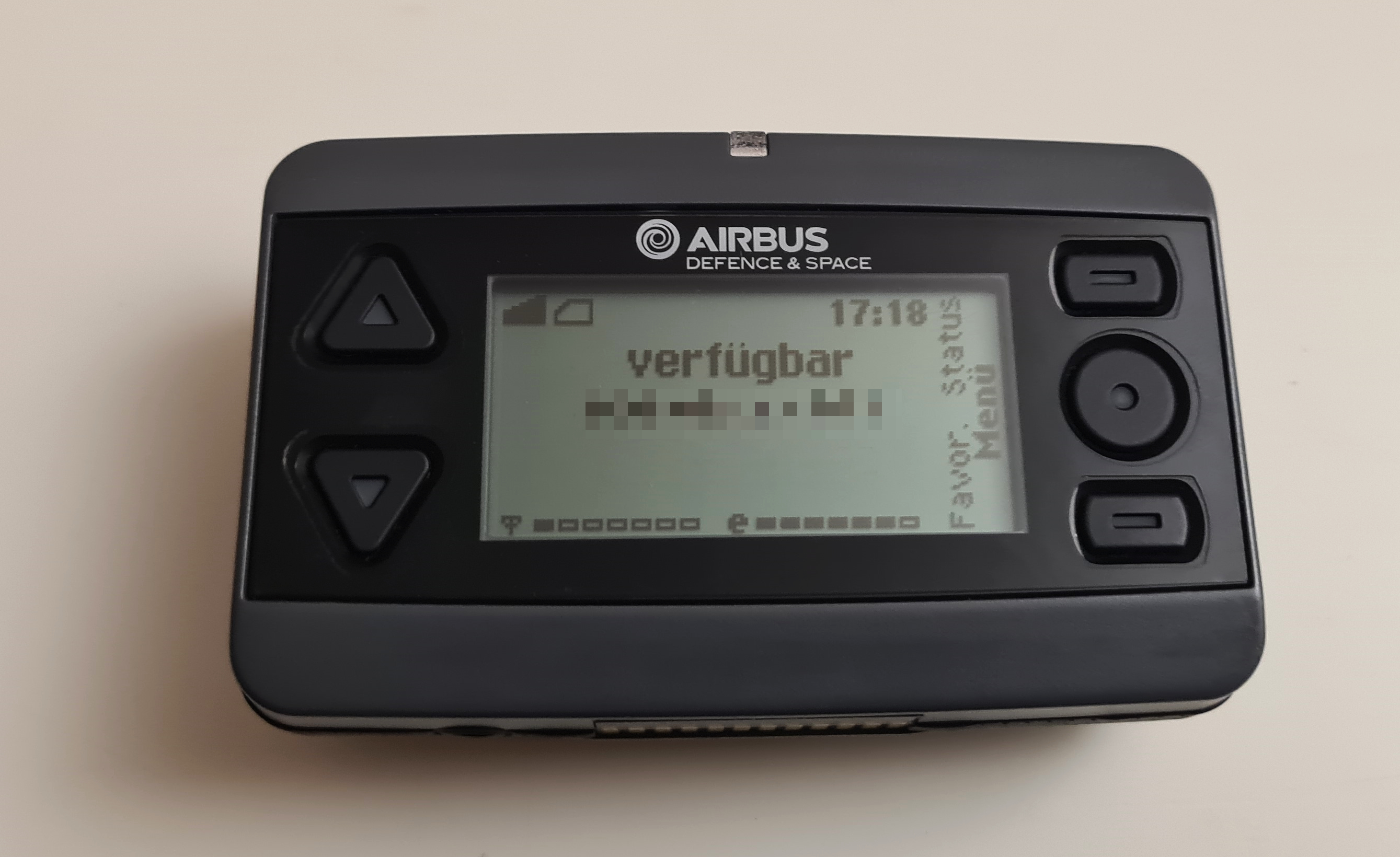
TETRA Funkmeldeempfänger des Typs P8GR der Firma Airbus Defence and Space

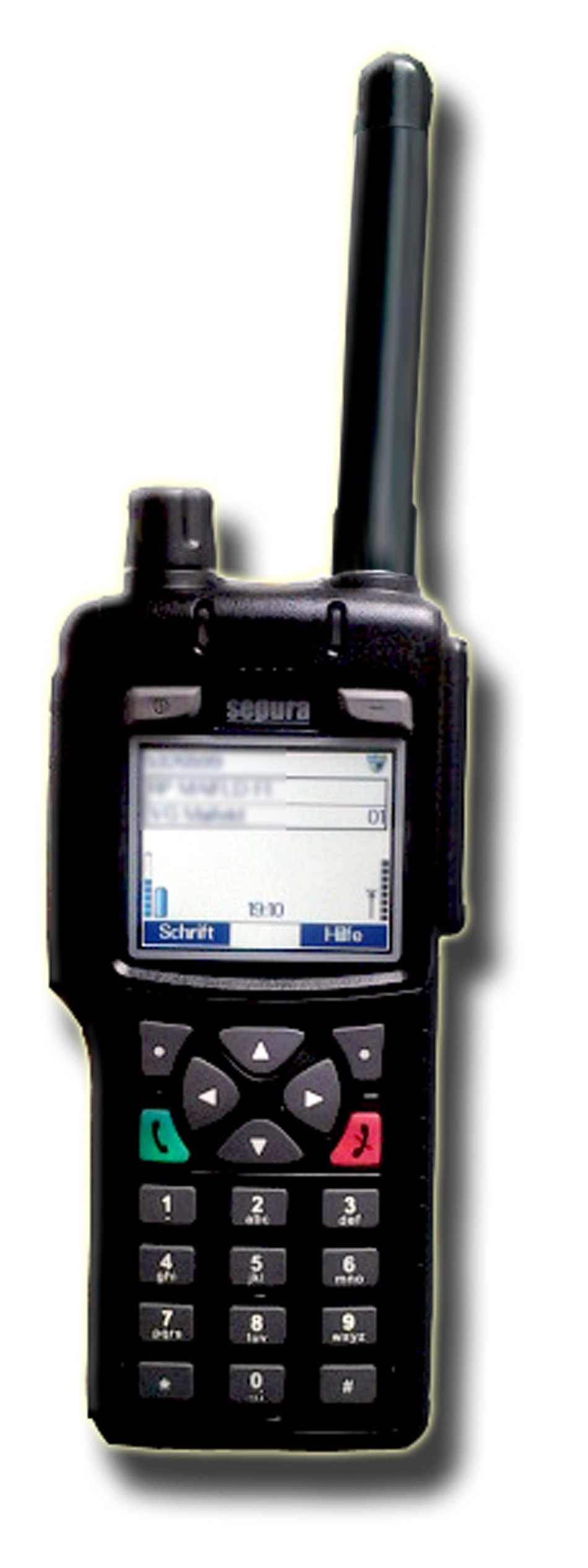
Sepura STP8000 TETRA-Funkgerät, das im BOS-Deutschland-Funknetz eingebucht ist

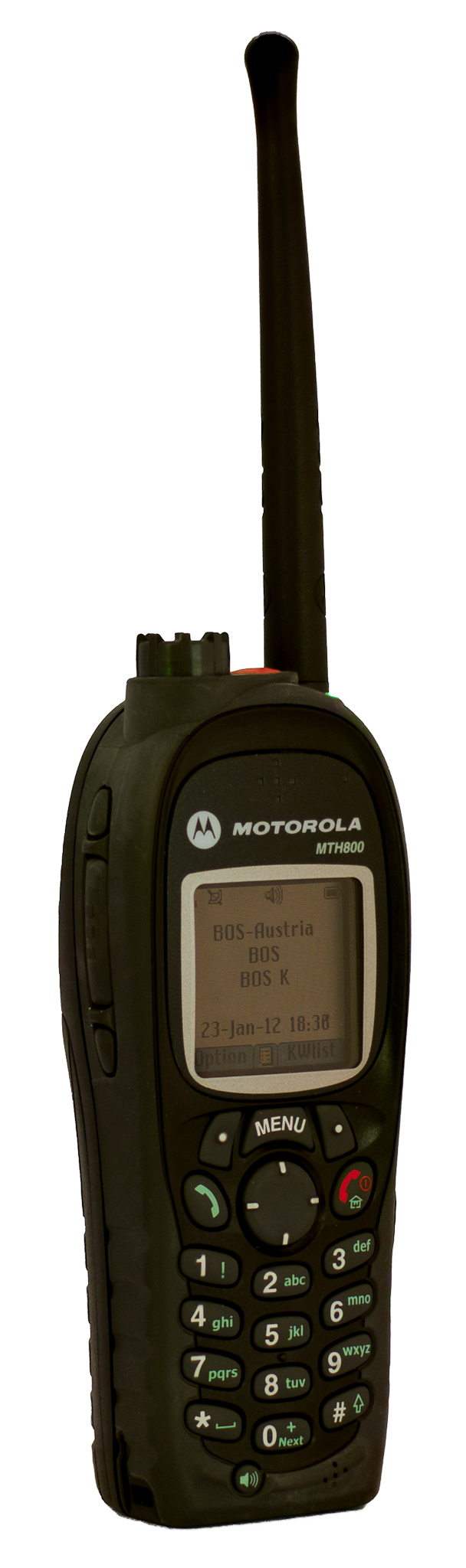
Motorola MTH800 TETRA-Funkgerät, das im BOS-Austria-Funknetz eingebucht ist

Im Gegensatz zum monopolistischen Tetrapol, bei dem es nur einen Hersteller gibt, führte der offene Standard bei TETRA zu einer Vielzahl von Herstellern.
- Airbus Defence and Space (bis 2010 EADS Defence & Security, von 2010 bis 2014 Cassidian)
- Leonardo
- Funk-Electronic Piciorgros GmbH, Deutschland
- Funktel GmbH, Deutschland
- Hytera Mobilfunk GmbH, Deutschland
- Motorola Solutions
- Pontypool, Großbritannien
- Rohde & Schwarz, Deutschland
- SELECTRIC Nachrichten-Systeme GmbH, Deutschland
- Selex
- Selkom GmbH Tetra Leitstellen
- Sepura
- Team Simoco
- Teltronic, Spanien
- Unimo, Korea

## Infrastruktur-Anbieter
- Damm, Sønderborg, Dänemark
- EADS

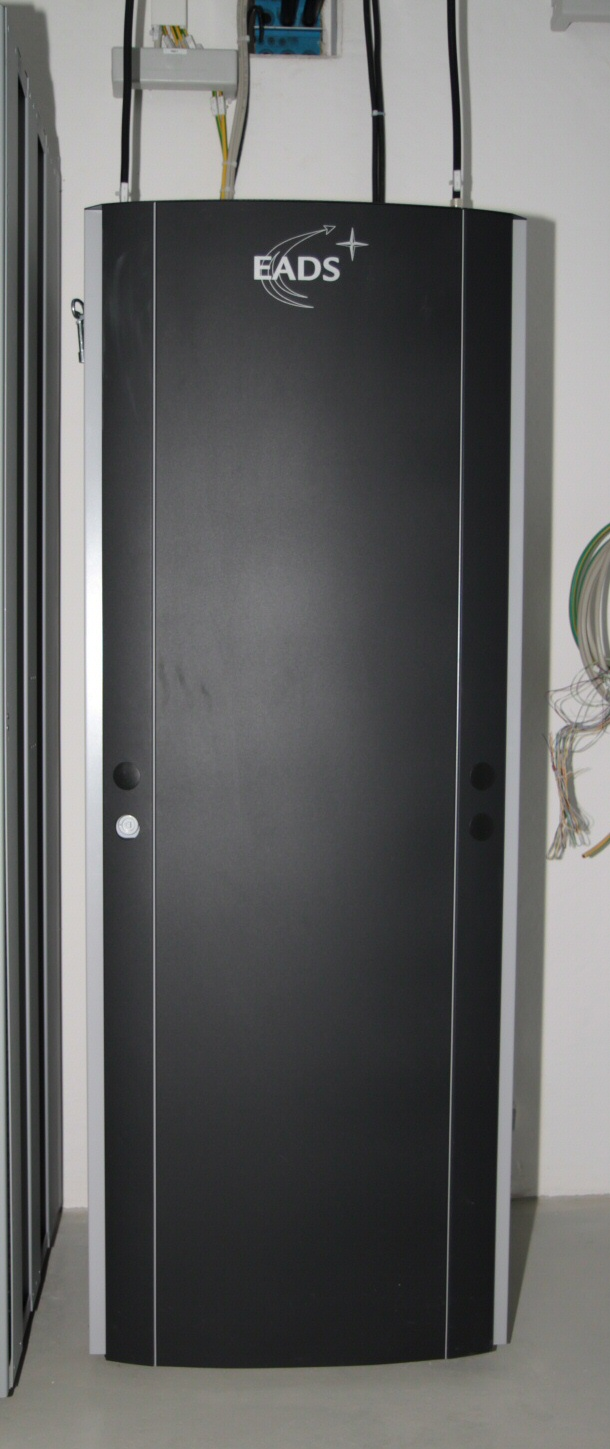
TETRA-Basisstation vom Typ TB3 des Herstellers EADS

- Hytera Mobilfunk GmbH, Deutschland
- KAITEC GmbH, Hösbach, Deutschland
- Leonardo
- Motorola
- Rohill, Niederlande
- Selex
- Sepura, England (durch Zukauf der 3T Communications AG, Wien)
- Teltronic TETRA, Spanien